# Tiro en los Juegos Mediterráneos de 2009
Las competiciones de tiro en los Juegos Mediterráneos de 2009 se realizaron en el Polígono de Tiro Febo (tiro de precisión) y en el Polígono de Tiro Manoppello (tiro al plato) de la ciudad de Pescara (Italia) entre el 27 de junio y el 3 de julio de 2009.

## Resultados

### Masculino
| Evento                             | Oro                               | Plata                                | Bronce                              |
| ---------------------------------- | --------------------------------- | ------------------------------------ | ----------------------------------- |
| Rifle 3 posiciones 50 m (30.06)    | Marco De Nicolo · Italia · 1268,8 | Nemanja Mirosovljev Serbia 1267,2    | Niccolo Campriani · Italia · 1264,4 |
| Rifle en pos. tendida 50 m (28.06) | Valerian Sauveplane Francia 699,3 | Nemanja Mirosovljev Serbia 697,5     | Marco De Nicolo · Italia · 695,6    |
| Rifle de aire 10 m (27.06)         | Mohamed Hassan · Egipto · 700,8   | Pierre-Edmond Piasecki Francia 697,0 | Niccolo Campriani · Italia · 696,9  |
| Pistola 50 m (27.06)               | Pablo Carrera · España · 663,4    | Damir Mikec Serbia 655,9             | Andrija Zlatić Serbia 652,9         |
| Pistola de aire 10 m (28.06)       | Pablo Carrera · España · 684,3    | Andrija Zlatić Serbia 679,3          | Franck Dumoulin Francia 677,0       |
| Foso (29.06)                       | Bostjan Macek Eslovenia 144       | Giovanni Pellielo · Italia · 142+1   | Francesco Amici San Marino 142+0    |
| Doble foso (01.07)                 | Daniele Di Spigno · Italia · 190  | William Chetcuti Malta 189           | Francesco D'Aniello · Italia · 180  |
| Skeet (02.07)                      | Ennio Falco · Italia · 148        | Georgios Achilleos Chipre 147+7      | Anthony Terras Francia 147+6        |

### Femenino
| Evento                          | Oro                                      | Plata                            | Bronce                             |
| ------------------------------- | ---------------------------------------- | -------------------------------- | ---------------------------------- |
| Rifle 3 posiciones 50 m (27.06) | Snježana Pejčić · Croacia · 675,3        | Laurence Brize Francia 675,2     | Émilie Évesque Francia 671,9       |
| Rifle de aire 10 m (29.06)      | Andrea Arsović Serbia 502,0              | Petra Zublasing · Italia · 499,9 | Elania Nardelli · Italia · 497,1   |
| Pistola 25 m (03.07)            | Sonia Franquet Calvente · España · 779,5 | Jasna Šekarić Serbia 776,1       | Michela Suppo · Italia · 775,9     |
| Pistola de aire 10 m (30.06)    | Zorana Arunović Serbia 484,1             | Ayşe Kil Erten Turquía 484,0     | Jasna Šekarić Serbia 481,6         |
| Foso (28.06)                    | Daniela Del Din San Marino 92            | Deborah Gelisio · Italia · 85+4  | Alessandra Perilli San Marino 85+3 |

## Medallero
| Núm. | País       | Oro | Plata | Bronce | Total |
| ---- | ---------- | --- | ----- | ------ | ----- |
| 1    | Italia     | 3   | 3     | 6      | 12    |
| 2    | España     | 3   | 0     | 0      | 3     |
| 3    | Serbia     | 2   | 5     | 2      | 9     |
| 4    | Francia    | 1   | 2     | 3      | 6     |
| 5    | San Marino | 1   | 0     | 2      | 3     |
| 6    | Croacia    | 1   | 0     | 0      | 1     |
| 6    | Egipto     | 1   | 0     | 0      | 1     |
| 6    | Eslovenia  | 1   | 0     | 0      | 1     |
| 9    | Chipre     | 0   | 1     | 0      | 1     |
| 9    | Malta      | 0   | 1     | 0      | 1     |
| 9    | Turquía    | 0   | 1     | 0      | 1     |
|      | TOTAL      | 13  | 13    | 13     | 39    |

- Datos: Q6147347